# フォルヒ鉄道BDe4/4 9-10形電車

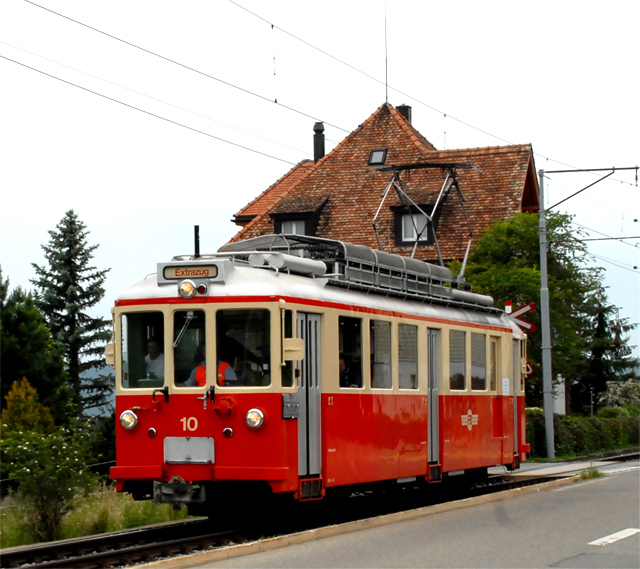
BDe4/4 10号機、動態保存機、2007年

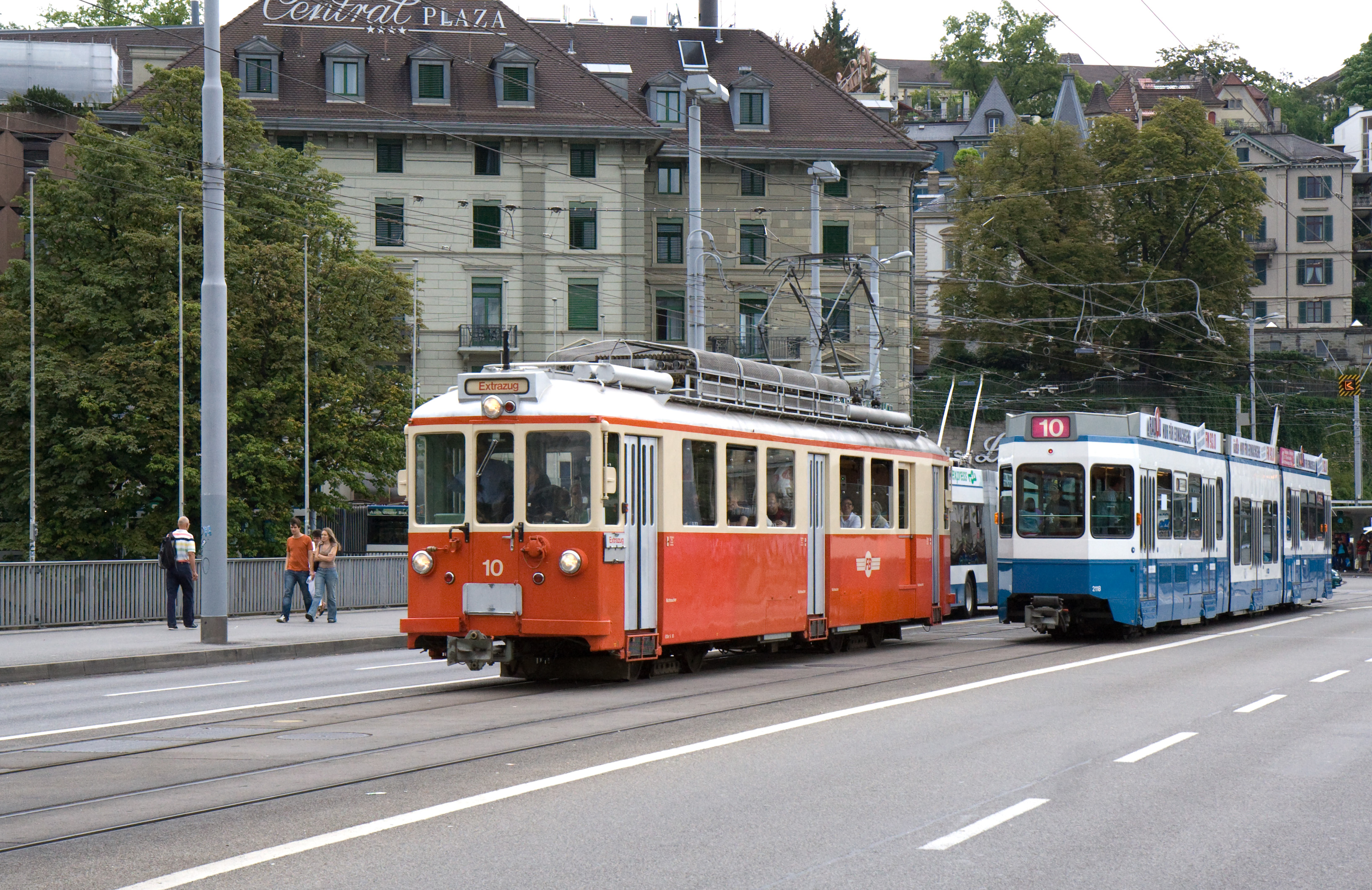
チューリッヒ市交通局の車両と並ぶBDe4/4 10号機、2008年

フォルヒ鉄道BDe4/4 9-10形電車(フォルヒてつどうBDe4/4 9-10がたでんしゃ)は、スイスの主要都市チューリッヒ近郊の私鉄であるフォルヒ鉄道（Forchbahn (FB)）で使用されていた2等・荷物合造電車である。なお、本機はCFe4/4形の9-10号機として製造されたものであるが、1956年、62年の称号改正によりBDe4/4形9-10号機となったものである。

## 概要
スイス最大の都市チューリッヒで、現在ではチューリッヒSバーンのS18系統として運行されている私鉄であるフォルヒ鉄道は1912年の開業以来、2軸単車であるBDe2/2 1-5形と車軸配置A'1'A'で自己操舵台車装備のBDe2/3 6形といった全長12m級の小型車で運行されていたが、運行頻度の増大と輸送力の増強によるサービスアップを図ることとなり、1948年にCFe4/4形9-10号機として導入された全長16m級の2軸ボギー式3等・荷物合造電車が本形式であり、スイスの鉄道における1956年の客室等級の1-3等の3段階から1-2等への2段階への統合とこれに伴う称号改正により、3等室が2等室となって形式記号もCからBに変更となって形式名がBFe4/4形となり、さらに1962年の称号改正により荷物室の形式記号がFからDに変更となったため、形式名がBDe4/4形となっている。本形式は車体、台車、機械部分の製造をSWS、主電動機、電気機器の製造はMFOが担当しており、初期の軽量構造の鋼製車体に抵抗制御と直流電動機を組み合わせた制御装置を搭載して1時間定格出力294kW、牽引力30.4kNを発揮し、直通運転先であるチューリッヒ市交通局のチューリッヒ・シュタデルホーフェン駅 - レーアルプ間の電化方式直流600Vとフォルヒ鉄道レーアルプ - エスリンゲン間の直流1200Vに対応した複電圧車となっている。なお、各機体の機番、製造年、製造所は以下のとおり。
- 9 - 1948年 - SWS/MFO
- 10 - 1948年 - SWS/MFO

## 仕様

### 車体・走行機器
- 車体は両運転台式で、初期の軽量構造の車体であるが、外観上では車体形状や窓角部などが角ばり、幕板の狭い、当時のスイスでは比較的事例の少ない形態となっているほか、同時期の軽量車体の車両に多くあった窓下に型帯が入っていないという特徴がある。
- 正面は貫通扉付の3面折妻、3枚窓のスタイルで、正面下部左右に丸型の前照灯、貫通扉上部中央に標識灯と、そのさらに上部に行先表示器が設置されている。連結器はフォルヒ鉄道では初めて採用された車体取付の+GF+式[6]ピン・リンク式自動連結器で、従来のピン・リンク式連結器とも連結可能なものとなっている。そのほか、先頭部には暖房引通用および重連総括制御用の電気連結器と空気管用の連結ホースやバンパーが設置されるほか、先頭部の台車下部に小型のスノープラウが設置されている。
- 車内は運転室と乗降扉の設置されたデッキ、荷物室、2等室（称号改正前の3等室）、乗降デッキ、2等室、乗降デッキと運転室の構成となっており、窓扉配置は1DD2D3D1（運転室窓-乗降扉-荷物扉-2等室窓-乗降扉-2等室窓-乗降扉-運転室窓）、客室窓と運転室窓は大型の下降窓、乗降扉は両開式4枚折戸で乗降口下部には折畳1段、固定式1段のステップが設置され、荷物扉は片引戸となっている。
- 客室の座席は2+2列の4人掛け、木製ニス塗りで背摺りの低い固定式クロスシートで、2室の2等室にそれぞれ2ボックスと3ボックスずつ設置されており、座席定員は各室16および24名の計40名となっている。また、運転室は半開放式の立って運転する方式のもので、運転室両側横の窓にバックミラーが設置されている。このほか、屋根は片側車端部に菱形のパンタグラフを設置し、その他の部分の屋根上中央に大型の主抵抗器を、その前後に空気タンクを設置している。
- 塗装
  - 製造時は、車体は全体を青として窓下全周に白の細帯を入れたもので、側面下部の中央扉左側に「FORCHBAHN」のレタリングと、右側にフォルヒ鉄道のマークが、正面左側の前照灯下に機番が入り、床下機器と台車がダークグレー、屋根および屋根上機器はライトグレーもしくは銀色であった。
  - その後1964年には車体下半部と幕板上部オレンジ色、側面窓周りをクリーム色としたものに変更されており、側面乗降扉を銀色として側面下部右側にフォルヒ鉄道のマークを、乗降扉横に客室等級や禁煙・喫煙の表記を入れ、正面貫通扉中央に機番を入れたものに変更されている。
- 制御装置はMFO製の抵抗制御式で、1時間定格出力294kW、牽引力30.4kNの性能と70km/hの最高速度を発揮するほか、電気ブレーキとして発電ブレーキを装備しているほか、フォルヒ鉄道の電化方式直流1200Vとチューリッヒ市交通局線の直流600Vの複電圧対応のものとなっており、重連総括制御機能を持ち、重連もしくは制御車からの遠隔制御が可能となっている。
- 台車は路面電車用の内側台枠方式のもので、台車中央のレール面上に電磁吸着ブレーキを装備し、減速比は6.23、ブレーキ装置は制御装置による発電ブレーキのほか、空気ブレーキと手ブレーキを装備している。
- 改造
  - 製造後、1964年と1966年には更新改造を実施しており、外観上では正面貫通扉上部に前照灯が、正面下部左右の前照灯のそれぞれ内側に標識灯が増設されている。また、1967年には空気ブレーキ装置の更新と集電装置の菱型からシングルアーム式への交換が実施されている。なお、現在では集電装置は菱型のものに復元されている。

### 主要諸元
- 軌間：1000mm
- 電気方式：DC1200V 架空線式（チューリッヒ市交通局線は600V）
- 最大寸法：全長15920mm
- 軸配置：Bo'Bo'
- 全軸距：10100mm
- 車輪径：720mm
- 自重：26.5t
- 定員：2等40名
- 荷室面積：3.25m2
- 走行装置
  - 主制御装置：抵抗制御
  - 主電動機：直流直巻整流子電動機×4台
  - 減速比：6.23
  - 出力：294kW（1時間定格、於33.5km/h）
  - 牽引力：30.4kN（1時間定格、於33.5km/h）、70.6kN（最大）
- 最高速度：70km/h
- ブレーキ装置：空気ブレーキ、手ブレーキ、発電ブレーキ、電磁吸着ブレーキ

## 運行・廃車

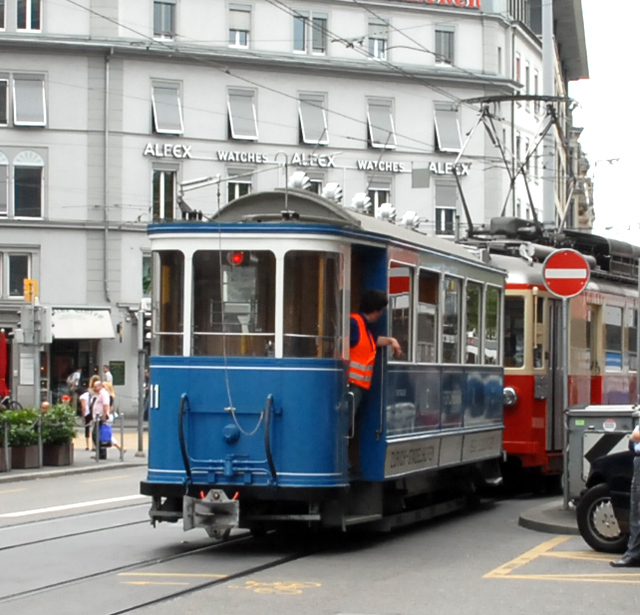
C 11号車を牽引したBDe4/4 10号機によるチャーター列車、2007年

- 本機が使用されるフォルヒ鉄道はチューリッヒ市交通局の路面電車線と直通運転をしておりチューリヒ州チューリヒのスイス国鉄[7]のチューリッヒ・シュタデルホーフェン駅前からレーアルプ間3.35kmはレーアルプ – アウツェルク間のチューリッヒ市交通局の11系統の一部区間、レーアルプからフォルヒおよびフォルヒ峠を経由してエスリンゲンまでチューリッヒから南東方面へ延びる13.06kmの区間がフォルヒ鉄道線となっており、フォルヒ鉄道のほぼ全ての列車はチューリッヒ・シュタデルホーフェン駅まで直通運転している。なお、エスリンゲンでは1949年までの間、ウスター-オエツヴィル鉄道[8]に接続していたほか、本機の廃車後の1990年にはチューリッヒSバーンの18系統に指定されてチューリッヒ・シュタデルホーフェン - フォルヒ間は終日、フォルヒ以降はラッシュ時には15分間隔で運行されている。
- フォルヒ鉄道は道路端に敷設されたの専用軌道区間の多い路線であり、最急勾配67パーミル、標高485-680mの路線であり、レーアルプからフォルヒ駅の一つ手前の新フォルヒ駅までの間が1956年から1978年にかけて順次複線化されている。
- 本機はフォルヒ鉄道の運行する全線で使用されており、1959年、66年に製造された改良型であるBDe4/4 11-16形とともに単行での運行のほか、客車や後に製造されたBt 101-108形制御客車、B 118-119号車を牽引していた。
- BDe4/4 10号機は歴史的車両として動態保存されており、同様に動態保存されている1912年製のCFe2/2 4号機や2軸付随車のC 11号車などと共に特別列車として運行されている。

## 同形機
- スイス東部グラールス州に路線を持っていたゼルンフタル鉄道[9]では1949年に本機を片側2扉として客室配置のみ異なるゼルンフタル鉄道BDe4/4 5-7形電車（称号改正後のBDe4/4 5-7形）3機を導入しており、同鉄道が1969年に廃止となった後にはエーグル-オロン-モンテイ-シャンペリ鉄道[10]に譲渡されてBDe4/4 111-113号機として運行されていたが、1985年-86年に全機廃車となり、オーストリアのシュターン・ハッファール旅客交通[11]に譲渡されて運行されている。